# Society for Worldwide Interbank Financial Telecommunication
A Society for Worldwide Interbank Financial Telecommunication (SWIFT – Nemzetközi Bankközi Pénzügyi Telekommunikációs Társaság) egy 1973-ban, Brüsszelhez közel fekvő La Hulpe helységben alapított belga jogi személyiségű szövetkezet, melyet a csatlakozó tagok, köztük óriás transznacionális bankok birtokolnak és tartanak ellenőrzés alatt. A társaság 1977-ben ugyanezen a néven egy bankközi ügyintéző számítógép-hálózatot is létesített.
Noha széles körben használják, a SWIFT-et bírálták a hatékonysága miatt. 2018-ban a londoni székhelyű Financial Times megjegyezte, hogy az átutalások gyakran "több bankon mennek keresztül, mielőtt elérnék végső céljukat, így időigényesek, költségesek és nem teljesen átláthatóak. A SWIFT azóta bevezette a "Global Payments Innovation" (GPI) elnevezésű továbbfejlesztett szolgáltatást és a kifizetések felét 30 percen belül teljesítette.
2015-ben a SWIFT több mint 11 ezer pénzintézetet kapcsolt össze, több mint 200 ország és terület között.
2018-ban világszerte a nagy értékű, határokon átnyúló kifizetések körülbelül fele használta a SWIFT-hálózatot.

## Leírása
A résztulajdonosok között 2006-ban több mint 200 jogi személy volt található, köztük nagy, világot behálózó kereskedelmi bankok. A SWIFT naponta több mint 11 millió banki ügyletet bonyolít le. 

### A SWIFT-hálózat
A SWIFT-hálózat bankközi hálózat, amely a szolgáltatások rendkívül széles palettáját biztosítja: számláról számlára történő átutalások, elszámolások, devizapiaci- és értékpapír-ügyletek, beszedési megbízások (inkasszó) stb. 
1977-ben hozták létre a túlságosan lassúnak és megbízhatatlannak ítélt telex-hálózat kiváltására. Üzemeltetését először BSC protokoll biztosította, majd 1991-ben, a SWIFT II hálózat indításával, áttértek az X-25 protokollra. 2004 óta IP alapú hálózatot használnak, a SwiftNet-et.
Az adatátvitel kódolt és használata során nagyon szigorú azonosítási eljárást kell követni. A biztonságos kommunikációt rejtjelző eszközök biztosítják.
A hálózat mintegy 200 ország, kb. 10 000 pénzintézetének szolgáltatásait látja el.

### Működési szabályai
A SWIFT-megbízások a bankközi ügyletek fejlett rendezési módja, célja az ügyletek lehető legnagyobb fokú automatizálása és ezzel a lehető legrövidebb idő alatti ügyintézés. Egy banki átutalás klasszikus adatai, mint a feladó és a címzett fél banki azonosítói, az átutalás jogcíme, a szolgálati jelzések (átutalási díj, üzenettípus stb.), mind kódolva kerülnek rögzítésre és továbbításra. Például: a bankokat a részükre kiosztott SWIFT-kóddal azonosítják.

## Történelem
2006 júniusában, vezető amerikai lapok nemzetközi felháborodást kiváltó cikkei nyomán, az Amerikai Egyesült Államok kormánya elismerte, hogy a 2001. szeptember 11-ei terrortámadások után – a terrorizmus elleni háború ürügyén – a CIA egy titkos művelet keretében kutakodott a belgiumi székhelyű SWIFT banki adatbázisban is, hogy több feltételezett terrorista személy nemzetközi átutalásait ellenőrizze.
2022 februárjában az Európai Unió, az Egyesült Királyság, Kanada és az Egyesült Államok megállapodtak abban, hogy az Ukrajna 2022-es orosz inváziójára válaszul több orosz bankot leválasztanak a SWIFT rendszerből.